# Comuna Suvîd, Vîșhorod
Suvîd (în ucraineană Сувид) este o comună în raionul Vîșhorod, regiunea Kiev, Ucraina, formată din satele Bodenkî și Suvîd (reședința).

## Demografie
Componența lingvistică a comunei Suvîd
     Ucraineană (98,7%)
     Rusă (1,3%)
Conform recensământului din 2001, majoritatea populației comunei Suvîd era vorbitoare de ucraineană (98,7%), existând în minoritate și vorbitori de rusă (1,3%).